# Strange Victory (tomik Sary Teasdale)
Strange Victory – tomik wierszy amerykańskiej poetki Sary Teasdale, opublikowany pośmiertnie w 1933. Zbiorek uchodzi za najlepszy tom w twórczości poetki. Paradoksalnie, to właśnie w nim Sara Teasdale osiągnęła artystyczną doskonałość, eliminując niedociągnięcia dotychczasowej twórczości.